# Општина Бурила Маре
Општина Бурила Маре (рум. Burila Mare) је општина у округу Мехединци у Румунији. Према попису из 2021. у општини је живело 1.894 становника.

## Географија
Општина Бурила Маре је по површини четврта највећа општина у округу Мехединци и простире на 123,81 km². Границе општине су следеће:
- На северу и западу — општина Кладово, Србија
- На југоистоку — општина Неготин, Србија
- На југу — општина Гогошу
- На истоку — општина Девесел

## Становништво и насеља
Општина Бурила Маре је на попису 2021. године имала 1.894 становника, за 345 мање (-15,41%) од претходног пописа 2011. године када је било 2.239 становника. Већину становништва чине Румуни (93,24%).
| Етнички састав према попису из 2021.‍ | Етнички састав према попису из 2021.‍ | Етнички састав према попису из 2021.‍ | Етнички састав према попису из 2021.‍ | Етнички састав према попису из 2021.‍ |
| ------------------------------------ | ------------------------------------ | ------------------------------------ | ------------------------------------ | ------------------------------------ |
|                                      |                                      |                                      |                                      |                                      |
| Румуни                               | Румуни                               |                                      | 1.766                                | 93,24%                               |
| Остали                               | Остали                               |                                      | 2                                    | 0,11%                                |
| Непознато                            | Непознато                            |                                      | 126                                  | 6,65%                                |

| Етнички састав према попису из 2011.‍ | Етнички састав према попису из 2011.‍ | Етнички састав према попису из 2011.‍ | Етнички састав према попису из 2011.‍ | Етнички састав према попису из 2011.‍ |
| ------------------------------------ | ------------------------------------ | ------------------------------------ | ------------------------------------ | ------------------------------------ |
|                                      |                                      |                                      |                                      |                                      |
| Румуни                               | Румуни                               |                                      | 2.137                                | 95,44%                               |
| Роми                                 | Роми                                 |                                      | 22                                   | 0,98%                                |
| Мађари                               | Мађари                               |                                      | 3                                    | 0,13%                                |
| Непознато                            | Непознато                            |                                      | 77                                   | 3,44%                                |

### Насеља
Општина се састоји из 5 насеља.
| Насеље              | Изворни назив | Број становника | Број становника | Број становника |
| Насеље              | Изворни назив | 2002.           | 2011.           | 2021.           |
| ------------------- | ------------- | --------------- | --------------- | --------------- |
| Бурила Маре         |               | 799             | 674             | 610             |
| Вранча              |               | 316             | 227             | 183             |
| Извору Фрумос       |               | 315             | 244             | 171             |
| Кривина             |               | 875             | 710             | 604             |
| Циганаши            |               | 444             | 244             | 326             |
| Општина Бурила Маре |               | 2.749           | 2.239           | 1.894           |

## Историјски споменици
На територији општине Бурила Маре заштићени су следећи историјски споменици (од којих су сви од локалног значаја):
| Историјски споменик  | Историјски споменик | Датирање                                    | Локација      |
| -------------------- | ------------------- | ------------------------------------------- | ------------- |
| Археолошко налазиште | Насеље              | X—XII век                                   | Кривина       |
| Археолошко налазиште | Насеље              | VII—VI п.н.е. (Халштатска култура)          | Кривина       |
| Археолошко налазиште | Некропола           | Бронзано доба                               | Кривина       |
| Археолошко налазиште | Насеље              | Бронзано доба (култура Гарла Маре)          | Кривина       |
| Археолошко налазиште | Насеље              | XI—XIV век                                  | Извору Фрумос |
| Археолошко налазиште | Насеље              | Римско доба                                 | Извору Фрумос |
| Археолошко налазиште | Некропола           | Римско доба                                 | Извору Фрумос |
| Археолошко налазиште | Насеље              | VIII—VI п.н.е. (Халштатска култура)         | Извору Фрумос |
| Археолошко налазиште | Насеље              | III—I п.н.е. (Латенска, Гето-дачка култура) | Циганаши      |
| Археолошко налазиште | Насеље              | Бронзано доба (култура Гарла Маре)          | Циганаши      |
| Археолошко налазиште | Насеље              | Енеолит (култура Салкуца)                   | Циганаши      |
| Насеље               | Насеље              | II—III век                                  | Вранча        |
| Кућа Булиге Георгеа  | Кућа Булиге Георгеа | 1900. година                                | Вранча        |

## Познати људи
- Иван Јовиц Попеску - лекар, специјалиста у оптици и плазма физици.